# Glaucosphaera (algue)
Genre
Espèces de rang inférieur
- Glaucosphaera vacuolata

Glaucosphaera est un genre d’algues rouges unicellulaires de la famille des Glaucosphaeraceae.

## Liste d'espèces
Selon AlgaeBase (6 août 2013), ITIS (16 mai 2020) et NCBI (6 août 2013) :
- Glaucosphaera vacuolata Korshikov (espèce type). Cette espèce avait été initialement classée dans la famille des Glaucocystophyceae puis dans la famille des Rhodellaceae.